# 크세니야 하이로바
크세니야 레오니도브나 하이로바(러시아어: Ксе́ния Леони́довна Хаи́рова, 1969년 3월 29일 ~ )는 러시아의 배우이다.